# Східна армія (Японія)
Східна армія (яп. 東部方面隊; Tōbu Hōmentai), є одною з п'яти активних армій Сухопутних сил самооборони Японії зі штаб-квартирою в р-н Неріма, префектура Токіо. Армія включає одну піхотну дивізію (1-ша) і 4 бригади (12-та аеромобільна, змішана (навчальна), 1-ша інженерна, тилового забезпечення), 2 групи (зенітну ракетну з ЗРК Тип 03, армійської авіації), 3 полки (зв'язку, постачання і медичний), батальйон військової розвідки та інші частини і підрозділи тилового забезпечення.
Зоною її відповідальності є регіон Канто (сім префектур: Ґумма, Тотіґі, Ібаракі, Сайтама, Токіо, Тіба і Канаґава) і північна половина регіону Тюбу, острова Хонсю.

## Організація

Функціональна структура Східної армії 2016 року
(натиснути на зображення для збільшення)

- Східна армія, Табір Асака, р-н Неріма
  -  1-ша піхотна дивізія, Табір Неріма, м.Неріма. Відповідальна за захист префектур Токіо, Тіба, Ібаракі, Канаґава, Сайтама, Сідзуока та Яманасі.
  -  12-та бригада (аеромобільна), Табір Соумагахара, м. Сінто. Відповідальна за захист префектур Ґумма, Наґано, Ніїґата та Точіґі.
  - 1-ша інженерна бригада, Табір Коґа, м. Коґа
  - Змішана (навчальна) бригала, Табір Такаяма, м. Йокосука
  - 2-га зенітно ракетна група, (ЗРК «Тип 03 Chu-SAM»), Табір Мацудо, м. Мацудо
  - Група армійської авіації Східної армії, Табір Татікава, м. Татікава, префектура Токіо
  - Полк зв'язку Східної армії, Табір Асака
  - Бригада тилового забезпечення Східної армії, Табір Асака
  - Фінансовий відділ Східної армії, Табір Асака
  - Медичний полк Східної армії, Табір Асака
  - Полк постачання Східної армії, Табір Асака
  - Батальйон військової розвідки, Табір Асака
  - Військовий оркестр Східної армії, Табір Асака

## Зовнішні посилання
- Eastern Army Homepage (Японська)